# Барумини
Бару̀мини (на италиански и на сардински: Barumini) е село и община в Южна Италия, провинция Южна Сардиния, автономен регион и остров Сардиния. Разположено е на 202 m надморска височина. Населението на общината е 1339 души (към 2010 г.).